# Palicourea garcioides
Palicourea garcioides är en måreväxtart som beskrevs av Charlotte M. Taylor. Palicourea garcioides ingår i släktet Palicourea och familjen måreväxter. Inga underarter finns listade i Catalogue of Life.